# Har Choma

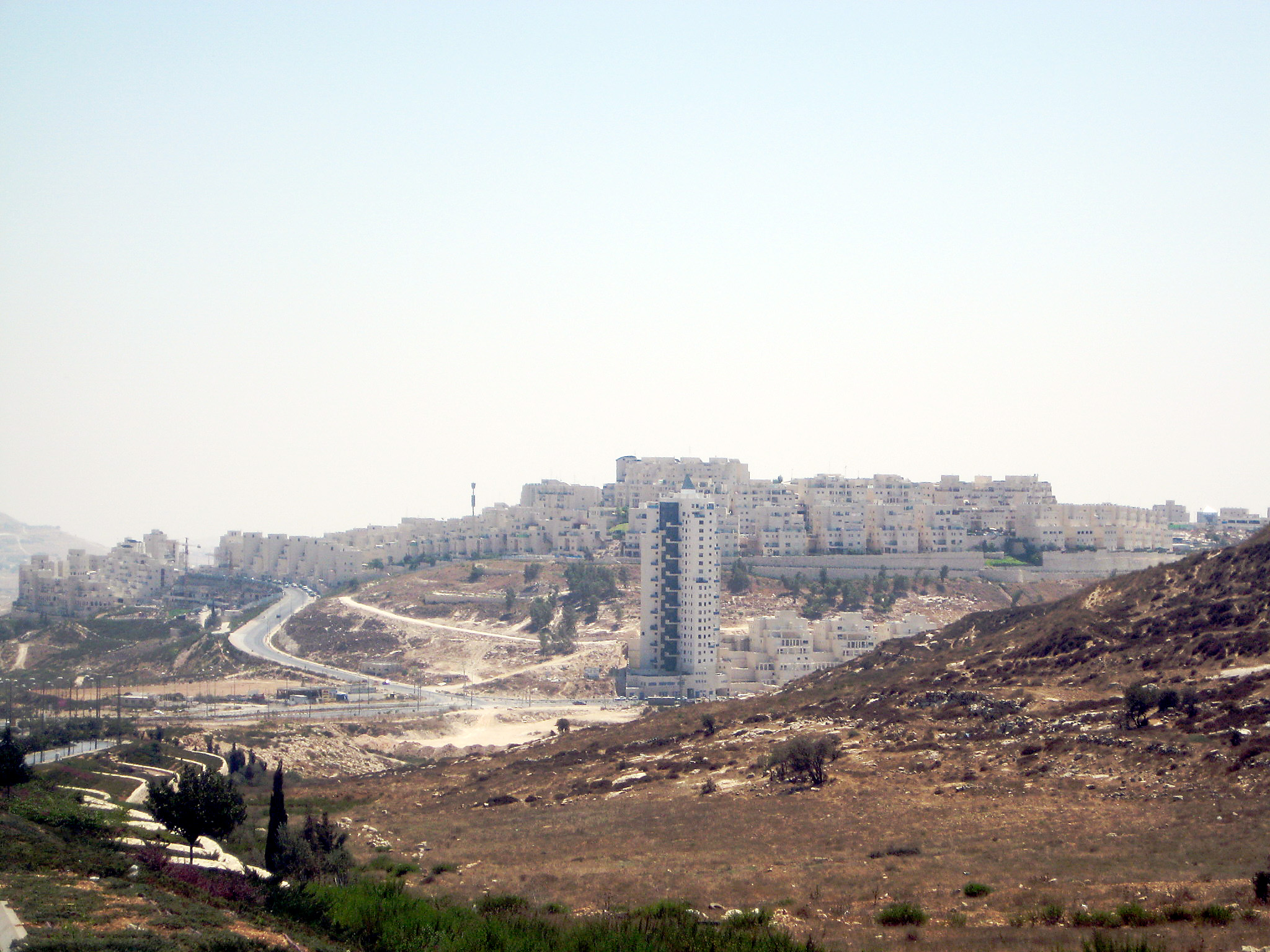
Har Choma

Har Choma (hebräisch הר חומה, was „Mauer-Berg“ bedeutet) ist eine israelische Siedlung auf dem Dschabal Abū Ghnaim (جبل أبو غنيم) in einem Teil des Westjordanlandes, den Israel 1967 besetzte, später annektierte und heute als zum Gemeindegebiet von Jerusalem (im südlichen Ostjerusalem) betrachtet. Das Gebiet gehörte vorher zum palästinensischen Ort Bait Sahur. Im Jahr 2010 hatte Har Choma 20.000 Einwohner.

## Geschichte
1991 genehmigte der israelische Kabinettsminister Jitzchak Modai die Enteignung des Landes auf einem bewaldeten Hügel im Judäischen Bergland im Südosten von Jerusalem. Das Land gehörte jüdischen und arabischen Besitzern und war früher Teil des palästinensischen Dorfes Bait Sahur und anderer nahe gelegener Dörfer. Jedoch fing die Grundsteinlegung unter der Regierung des Premierministers Benjamin Netanjahu nicht vor 1997 an, als Netanjahu im Februar in Washington den Bau von 6500 Wohnungen der Siedlung persönlich ankündigte. Im März 1997 begannen die Bauarbeiten. Har Choma liegt außerhalb der Waffenstillstandslinie von 1949 in Ostjerusalem innerhalb der städtischen Grenzen von Jerusalem. Diese Jerusalemer Stadtgrenze wurde einseitig von Israel nach 1967 gezogen und ist international nicht anerkannt.

## Streit um die Legitimität
Die Gründung der Siedlung führte zu erheblichem Streit zwischen Israel und den Palästinensern. Die US-Regierung verhinderte durch Vetos zwei verschiedene Beschlüsse des UN-Sicherheitsrates, die Israel dazu aufforderten, die Bauarbeiten einzustellen. Die US-Regierung stimmte als einziges Mitglied von 15 UN-Sicherheitsratsmitgliedern gegen die Resolutionen.
Die UN-Vollversammlung forderte Israel im April 1997 mit 134 zu 3 Stimmen dazu auf, die Bauarbeiten einzustellen. Nur die USA, Israel und Mikronesien stimmten dagegen. Einige arabische Staaten, die Wirtschaftsbeziehungen zu Israel geknüpft hatten, Tunesien, Marokko, Katar und Oman brachen diese aus Protest wieder ab.
Im November 2010 kritisierten die USA israelische Pläne, 1300 neue Wohneinheiten in Har Choma sowie in Ramot zu bauen.